# NGC 977
NGC 977 (również PGC 9713) – galaktyka spiralna (Sa), znajdująca się w gwiazdozbiorze Wieloryba. Odkrył ją William Herschel 28 listopada 1785 roku.
W galaktyce tej zaobserwowano do tej pory jedną supernową – SN 1976J.